# ستپانوویچوو
ستپانوویچوو (به صربی: Stepanovićevo) یک منطقهٔ مسکونی در صربستان است که در استان خودمختار وویوودینا واقع شده‌است. ستپانوویچوو ۴۷٫۱۱ کیلومتر مربع مساحت و ۲٬۰۲۱ نفر جمعیت دارد.